# Eduardo Robledo Rincón
Eduardo Robledo Rincón (Tuxtla Gutiérrez, Chiapas, 1 de mayo de 1947) es un político mexicano, politólogo, diplomático y profesor universitario. Desde el 1 de enero del 2023, dirige el Programa Universitario de Gobierno de la Universidad Nacional Autónoma de México y coordina el Coloquio Internacional: la humanidad amenazada.
Licenciado en Ciencias Políticas por la Universidad Nacional Autónoma de México y Doctor en Derecho por la Universidad Complutense de Madrid. Fue Diputado Federal, Senador de la República, ⁣ Gobernador Constitucional de Chiapas, Embajador de México en Argentina y Secretario de la Reforma Agraria.

## Carrera profesional y política
Eduardo Robledo Rincón fue Premio Nacional de Teatro del INBA en 1964, Maestro Rural en la Sierra Madre de Chiapas en 1965. Coordinador del COADESMECH en 1970. Subdirector académico del ICAP en 1977. Director de Comunicación del Consejo para la Atención de la Juventud en 1978. Coordinador de los programas Ser Joven con René Delgado y Onda Política donde participaban Manuel Buendía, Miguel Ángel Granados Chapa, Ángeles Mastretta, Virgilio Caballlero, Verónica Rascón y Jorge Carrero Carlon. 
- En 1980 fue designado Subsecretario de Organización del Comité Ejecutivo Nacional del PRI.
- De 1983 a 1984 fue Presidente del Comité Directivo Estatal del PRI en Chiapas.
- Fue Secretario General del Gobierno del Estado de Chiapas de 1984 a 1985.
- Diputado Federal por el I Distrito del Estado de Chiapas en 1985 - 1988.
- Coordinador de la Campaña Presidencial del PRI en la zona norte de México en 1988.
- Secretario General Adjunto del Comité Ejecutivo Nacional del PRI de 1989 a 1990.
- De 1990 a 1993 fue Presidente del Comité Directivo Estatal del PRI en Chiapas.
- Fue electo Senador por el Estado de Chiapas para el periodo 1991 - 1997.
- Consejero político de Luis Donaldo Colosio (candidato presidencial por el PRI en 1994)
- En 1994 fue miembro de la Comisión Especial Autónoma junto a Eraclio Zepeda y Andrés Fábregas.
- En 1994 fue electo Gobernador Constitucional del Estado de Chiapas.
- En 1996 fue Embajador de México en Argentina, donde creó la cátedra Alfonso Reyes en la Universidad de Buenos Aires, Argentina.
- En 1999 fue Secretario de la Reforma Agraria.

## Gubernatura
Siendo candidato al Gobierno del Estado de Chiapas, Eduardo Robledo llevó por lema: "por un nuevo pacto social en Chiapas”. La propuesta principal de Gobierno fue:  "construir una casa común".
Los logros principales en los 69 días de Gobierno de Eduardo Robledo Rincón, como Gobernador Constitucional del Estado de Chiapas, fueron los siguientes: 
- Constitución de un gobierno plural
- Propuesta de un nuevo pacto social para Chiapas
- Creación de la Universidad de Ciencias y Artes de Chiapas
- Se impulsaron 9 iniciativas para la vanguardia democrática
- Se creó el Fondo Chiapas
- Separarse  del cargo de Gobernador para contribuir a  evitar una guerra civil

## Docencia
Fue docente en la Maestría de “Comunicación Política y Gobernanza Estratégica” y del “Programa de Formación de Líderes” en The Graduate School of Political Managment de la George Washington University.  Actualmente, es Profesor de tiempo completo en la Facultad de Derecho de la UNAM, donde imparte las materias de: Poder Ejecutivo y Estructura Política del Estado Mexicano. Sus líneas de investigación son: el poder, democratización política.
Conferencista sobre participación política y ejercicio del poder en Instituciones Políticas y Educativas como la Universidad Nacional Autónoma de México, Universidad Complutense de Madrid, George Washington University, Universidad Católica de Córdoba, ⁣ Universidad Católica de Santiago de Guayaquil, Universidad Autónoma de Bucaramanga, Universidad Nacional del Rosario, Universidad de Panamá y Universidad de San Andrés
Desde el 1 de enero del 2022, Eduardo Robledo Rincón  es coordinador del Programa Universitario de Gobierno (PUGOB) de la Universidad Nacional Autónoma de México, programa que tiene como finalidad contribuir a la formación teórico-práctica de quienes aspiran a participar en el ejercicio de gobierno, promover la investigación multidisciplinaria que contribuya a una mejor comprensión y ejercicio de la función pública en sociedades complejas. 
Como responsable del PUGOB, organizó el primer, segundo y tercer diplomado en “Buen Gobierno en sociedades complejas”. Asimismo, junto a las Facultades de Derecho, Filosofía y Letras, Económica, Ciencias Políticas y Sociales, y FES Acatlán. En 2023, junto al Instituto de Gobernanza Democrática, se llevó a cabo el Primer Coloquio internacional de primavera: “La humanidad amenazada ¿Quién se hace cargo del futuro?

## Reconocimientos y distinciones
En diciembre de 1998 recibió la Condecoración la Orden de Mayo en grado de Cruz otorgada por el ministro Canciller de la República de Argentina.
En 2015 recibió el doctor honoris causa por la Universidad de Ciencias y Artes de Chiapas (UNICACH), en reconocimiento a su obra como promotor y creador de la Universidad de Ciencias, y Artes del Estado de Chiapas 

## Discursos Políticos
- Posicionamiento político sobre la muerte del Diputado Local del PSUM, Andulio Gálvez, 15 de octubre de 1985.
- Discurso solemne de la entrega de la medalla Belisario Domínguez al Dr. Eduardo García Máynez, 7 de octubre de 1987.
- Discurso sobre el dictamen del proyecto de reforma al Artículo 27 de la CPEUM el 6 de enero de 1993.
- Discurso solemne de la entrega de la medalla Belisario Domínguez al Mtro. Andrés Henestrosa Morales,7 de octubre de 1987.
- Discurso sobre el dictamen de proyecto de Ley de Amnistía 21 de enero de 1994.
- Discurso de solicitud de Licencia para separarse del cargo de Senador por el Estado de Chiapas,30 de noviembre de 1994.

## Publicaciones

### Libros y capítulos de libros
- Robledo Rincón, Eduardo y Innerarity, Daniel, (eds.)  2023. La humanidad amenazada ¿Quién se hace cargo del futuro? México: Gedisa Editorial
- Liderazgo político y gobernanza democrática ante la crisis por Covid-19. Análisis de gestión de liderazgo en un contexto de crisis (2020).
- Ejercer el poder político en el siglo XXI. Gobernar en un mundo con pandemia, creciente complejidad y riesgos globales (2021).
- Robledo Rincón, Eduardo. 2018. Democratización en México: ¿cambio o evolución del régimen? México: Universidad Complutense de Madrid.
- Robledo Rincón, Eduardo. 2016. Poder ¿para qué?¿Por qué es tan difícil gobernar? México: Grañén Porrúa.
- Robledo Rincón, Eduardo. (Coord.,). 2010. Alfonso Reyes en Argentina: fragmentos de una amistad, Carlos Fuentes, Alfonso Reyes, Adolfo Bioy Caseres y José Luis Borges.  Argentina: EUDEBA. prologo de Felix Luna. (Presentación del libro en la Secretaría de Relaciones Exteriores, México, D.F., con la presencia de Miguel de la Madrid Hurtado, la canciller Rosario Green, Carlos Monsiváis, Secretaría de Relaciones Exteriores, 27 de agosto de 1999).
- Robledo Rincón, Eduardo. 2008. Mexico’s 2000 Presidential Election:  Long Transition or a Sudden Political Marketing Triumph? En: Johnson,  Dennis W. 2008. Routledge Handbook of Political Management. EUA: Routledge.
- Robledo Rincón, Eduardo (Coord.,). 2000. Reforma Agraria y desarrollo rural en el siglo XXI. México: Plaza y Valdés
- Robledo Rincón, Eduardo (Coord.). 1997. México-Mercosur. Un enfoque desde la  relación México-Argentina. España: Plaza y Valdés.
- Chiapas: la Casa de todos. Por un nuevo pacto social (Universidad de Ciencias y Artes de Chiapas, 1994).

### Prólogos
- Prólogo a La formación política de Agustín Yáñez, Ediciones para la Cultura Política en Guerrero, 1963.
- Presentación al libro Revolución Agraria de México,1910 a 1920, de Andrés Molina Enríquez, Edición facsimilar, México, 1999.

### Editor
Revista Águila o Sol, Revista de la embajada de México en Argentina, 1996-1998.

### Artículos
- Poder, ¿para qué?”, revista Voz y Voto, no. 285, noviembre 2016
- “El malestar por la democracia”, revista Voz y Voto, julio 2013.
- Robledo Rincón, Eduardo. 2012. “El factor  tiempo: entre el acceso al poder y el ejercicio del poder”. Este     País (1º de septiembre de 2012).
- Robledo Rincón, Eduardo. 2012. “Gobernar sin  arrogancia”. Periódico Reforma (19 de agosto de 2012).
- “Teoría del discurso y tres discursos”, Reforma, 21 de diciembre de 2005.
- “Negociar o repartir el     botín?”, Enfoque, Reforma, 4 de diciembre de 2005.
- Robledo Rincón, Eduardo. 2005. “Alemania y México: ¿Gobernar o apropiarse del poder?”. Periódico Reforma (16     de octubre de 2005).
- “Un futuro lejano”, Reforma, 3 de septiembre de 2005.
- “Instrumentos y fuentes del  poder”, revista Voz y Voto, enero 2010.
- “Alfonsín, tres lecciones”,  Enfoque, Reforma, 5 de abril 2009.
- “2006: un rudimentario acceso al poder”, revista Este País, febrero 2007.
- “La nueva reforma agraria”, Enfoque, Reforma, 5 de diciembre de 1999.

### Entrevistas
- “Legitimar la política. Entrevista con Stewart R. Clegg (experto en administración del poder”, Enfoque, Reforma, 27 de agosto de 2006.
- “Poder y legitimidad. Entrevista de Eduardo Robledo a Stewart R. Clegg (politólogo y autor de Frameworks of Power)”, revista Voz y voto, 10 de enero de 2006.
- “Gobernar sin arrogancia. Entrevista de Eduardo Robledo a Gianfranco Pasquino (politólogo italiano y profesor de la Universidad de Bolonia)”, Reforma, el 19 de agosto de 2012.

## Presentaciones
- Entrevista de Eduardo Robledo Rincón con Ricardo Rocha y Sergio Sarmiento, La transición democrática en México ¿Un proceso fallido o inacabado?
- Entrevista con Ricardo Rocha, Rocha Informa, la Simplicidad, un riesgo para gobernar.
- Eduardo Robledo platica su experiencia en el grupo de teatro que dirigía el Mtro. Luis Alaminos, Tuxtla Capital.
- Eduardo Robledo Rincón en entrevista con Sergio Sarmiento, Libro, “Poder, ¿para qué?, ADN 40.
- Eduardo Robledo Rincón, Conferencia: ¿Poder para qué?, ¿Por qué es tan difícil gobernar?. Escuela de Gobierno UCM.
- Entrevista del Dr. Eduardo Robledo, coordinador del PUGOB, con Leonardo Curzio, PUGOB UNAM.
- Entrevista a Eduardo Robledo, Politólogo | Ricardo Rocha.
- Eduardo Robledo Rincón en entrevista con Diego Guerrero / La rebelión de los colgados (libro) | Cultura al Derecho.
- Liderazgo, Ética y Gerencia del Poder, Fundación Colosio, Instituto Universitario de Investigación José Ortega y Gasset, noviembre y diciembre de 2015.
- Presentación del libro: "La democratización en México ¿Cambio o evolución del régimen" de Eduardo Robledo Rincón, Facultad de Derecho, Universidad Complutense de Madrid, 27 de septiembre del 2019.
- Presentación del libro: "La democratización en México ¿Cambio o evolución del régimen" de Eduardo Robledo Rinón, en el Instituto de Investigaciones Jurídicas de la UNAM, 10 de abril de 2018.